# Tweede Kamerverkiezingen 1989/Kandidatenlijst/Humanistische Partij
Dit is de kandidatenlijst voor de Tweede Kamerverkiezingen 1989 van de Humanistische Partij. De partij deed alleen mee in de kieskringen 9 (Amsterdam) en 13 (Utrecht).

## De lijst
1. Marianne Siegelschmidt - 223 stemmen
2. Mia Sleifer - 20
3. Arrianne Nijboer - 13
4. Lory Tasma - 14
5. Petra Harrenstein - 5
6. Han Epskamp - 11
7. Linda Gosse - 7
8. Eva Spinhoven - 11
9. Rud Heuveling - 8
10. Hilde van Meerkerk - 4 (alleen verkiesbaar in kieskring 13)
11. Hans Pappelendam - 2 (alleen verkiesbaar in kieskring 13)
12. Erik Kaleuwee - 8

CDA · PvdA · VVD · D66 · SGP · Groen Links · GPV · RPF · VCN · SP · Humanistische Partij · Milieu Defensie Partij 2000+ · PDS · Realisten Nederland · AWP · Bejaarden Centraal · Vrouwenpartij · Socialistische Minderheden Partij · Centrumdemocraten · De Groenen · PPvO · VMP · SAP · Grote Alliance Partij · Staatkundige Federatie
1986 · 1989